# Bandera blanca-azul-blanca de Rusia

Bandera de las protestas rusas contra la guerra (desde marzo de 2022)

La bandera blanca-azul-blanca (en ruso: бело-сине-белый флаг, romanizado: bandera belo-sine-belyj) es un símbolo de oposición a la invasión rusa de Ucrania de 2022 que ha sido utilizado por manifestantes antibelicistas rusos.También ha sido utilizada como símbolo de oposición al actual gobierno de Rusia, por varias cuentas personales de Internet.
Según los activistas, simboliza la lucha por la paz y la libertad de pensamiento. El color rojo que se asocia con la sangre y el pasado soviético fue reemplazado por el blanco pacífico. La combinación de colores también se asemeja a la antigua bandera de la ciudad de Veliki Nóvgorod como un recuerdo de las tradiciones de la República de Nóvgorod. Una de las instituciones de gobierno más importantes de la República de Nóvgorod fue la "Cámara de Nóvgorod", que limitaba los poderes del príncipe en contraste con el Principado de Vladímir-Súzdal.
El diseño de la bandera también se parece a la bandera de las protestas bielorrusas (que también es la bandera histórica de Bielorrusia) y a la bandera de la Provincia de Tucumán (Argentina).

## Creación y simbolismo
Varias personas recrearon la idea de la bandera blanca-azul-blanca poco después de que comenzara la invasión rusa de Ucrania el 24 de febrero de 2022. A Kai Katonina, diseñador de experiencias de usuario afincado en Berlín, y a un director artístico afincado en Rusia con el seudónimo "Fish Sounds" (Звуки Рыб, Zvuki Ryb), también conocido como "AssezJeune", se les atribuye la creación de la bandera. Se utilizó por primera vez en las redes sociales el 28 de febrero de 2022, y ha sido enarbolada por expatriados rusos en varias protestas contra la guerra.

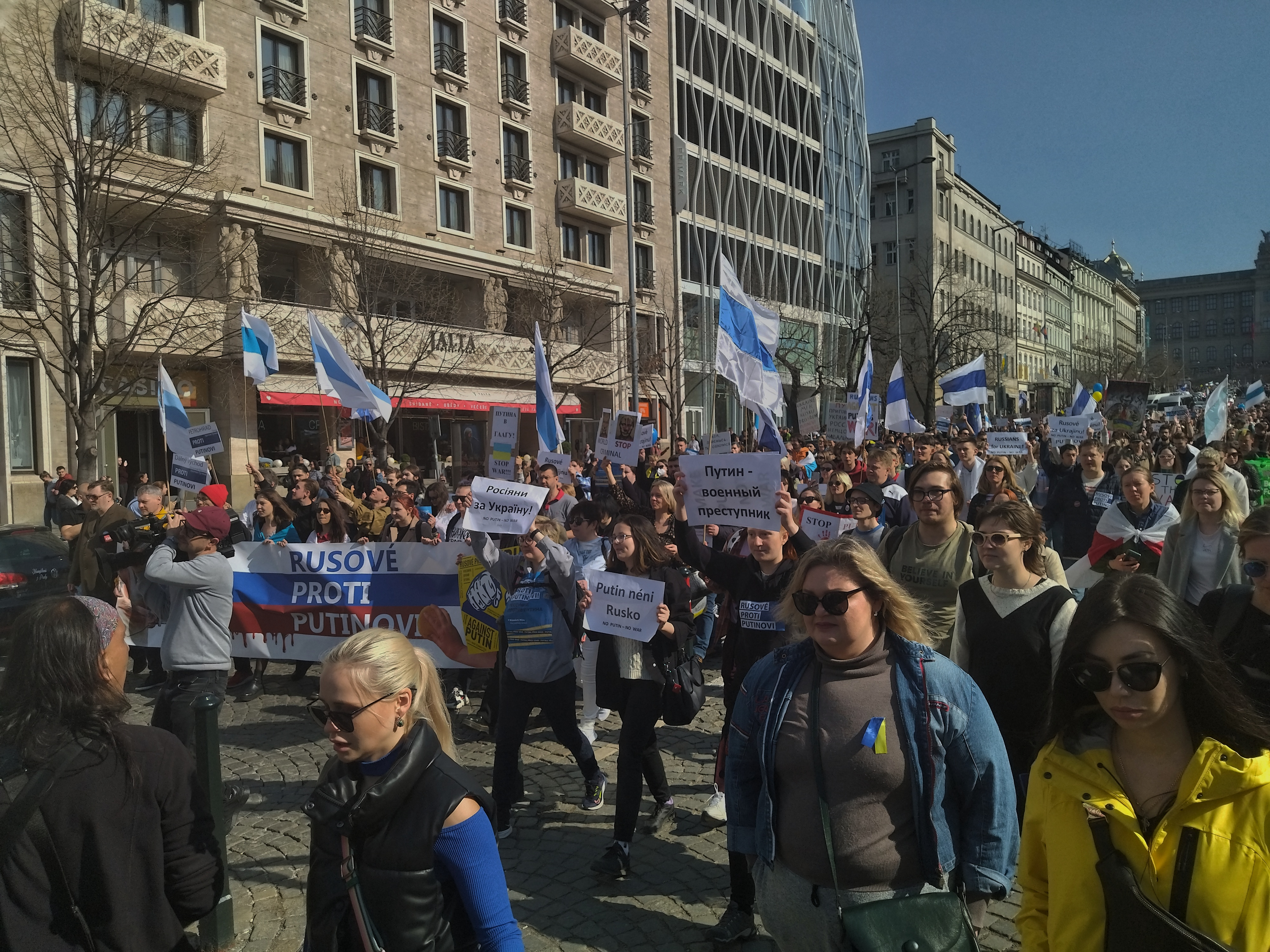
Protesta de rusos residentes en la República Checa contra la guerra en Ucrania, el 26 de marzo de 2022

Una de las razones declaradas para sustituir la franja roja de la bandera de Rusia por una blanca es eliminar la asociación con "sangre y violencia". AssezJeune, uno de los creadores de la bandera, declaró: "El rojo de la bandera rusa moderna se asocia no sólo con la sangre, sino con su poder militar y su fuerza autoritaria. Por lo tanto, no se trata sólo de la eliminación de la sangre, sino, lo que es más importante, de la eliminación del culto al militarismo y a la violencia. La bandera blanca-azul-roja es una bandera autoritaria histórica introducida por la Rusia zarista. También está asociada al militarismo, a los núcleos imperiales rusos.
A pesar de los motivos para sustituir la franja roja por una blanca, no todos los activistas antibelicistas y partidos de la oposición han utilizado la bandera. Varios activistas de la oposición (como Maria Motuznaya) han criticado las razones de AssezJeune para eliminar la franja roja.

## Historia
El primer lugar conocido para usar la bandera blanca, azul y blanca fue el sitio web del estado virtual de la República de Nóvgorod ("República de Nóvgorod"), que apareció en 2006 (las primeras páginas del sitio en el archivo web datan de 2010). La bandera se basó en la entonces bandera oficial de Veliki Nóvgorod. Según el creador del sitio, el programador estadounidense Martin Posthumus, el proyecto fue concebido como un ejemplo de una historia alternativa en la que las tropas de la República de Nóvgorod derrotaron a las tropas del Principado de Moscú en la Batalla de Shelón.
En una publicación del 25 de noviembre de 2013, un usuario de ЖЖ (LiveJournal) truvor mencionó la bandera blanca, azul y blanca de Nóvgorod "sin el escudo de armas de Catalina" como "una gran elección para nuestra futura república". Según él, “Nóvgorod, incluso completamente destruido y pisoteado, es un fantasma de la Rusia real. Las hordas, que se han apropiado de la historia de Rusia, sienten inconscientemente en Nóvgorod la amenaza del levantamiento de Rusia de la tumba".
El usuario de LiveJournal Andréi Chudínov propuso por primera vez su uso como bandera alternativa de Rusia el 22 de agosto de 2019.
Fue mencionado por primera vez en las redes sociales el 28 de febrero de 2022 y fue ampliamente aceptado por las fuerzas de oposición. Fue utilizado en protestas contra la guerra en Tbilisi, Georgia, así como en Alemania, en Chipre y Ekaterimburgo, Rusia.
Según los activistas, simboliza la lucha por la paz y la libertad de pensamiento. El rojo, que está asociado con la sangre y el pasado soviético, ha sido reemplazado por un blanco pacífico. La combinación de colores también recuerda la antigua bandera de Veliki Nóvgorod como recuerdo de las tradiciones de la República de Nóvgorod.
Según algunos activistas, la principal diferencia con la bandera rusa -la falta de una franja roja- es un símbolo de protesta, porque rechaza el culto a la guerra, la expansión militar, muestra una nueva página en la historia rusa, donde no hay lugar. por la autocracia, el militarismo, la violencia y la sangre. Según ellos, la apariencia de la bandera se inspiró en los símbolos del período estatal de Veliki Nóvgorod, que, según los activistas, fue el centro de la República de Nóvgorod y es el único aspirante al título de verdadera democracia en la historia de Rusia. Los propios colores, según algunos activistas, caracterizan la paz, la pureza, la prudencia (blanco), así como la verdad y la justicia (azul).

Bandera de Rusia entre 1991 y 1993

La franja azul del medio está cerca del tono de la bandera rusa utilizada entre 1991 y 1993.

## Uso y reacciones

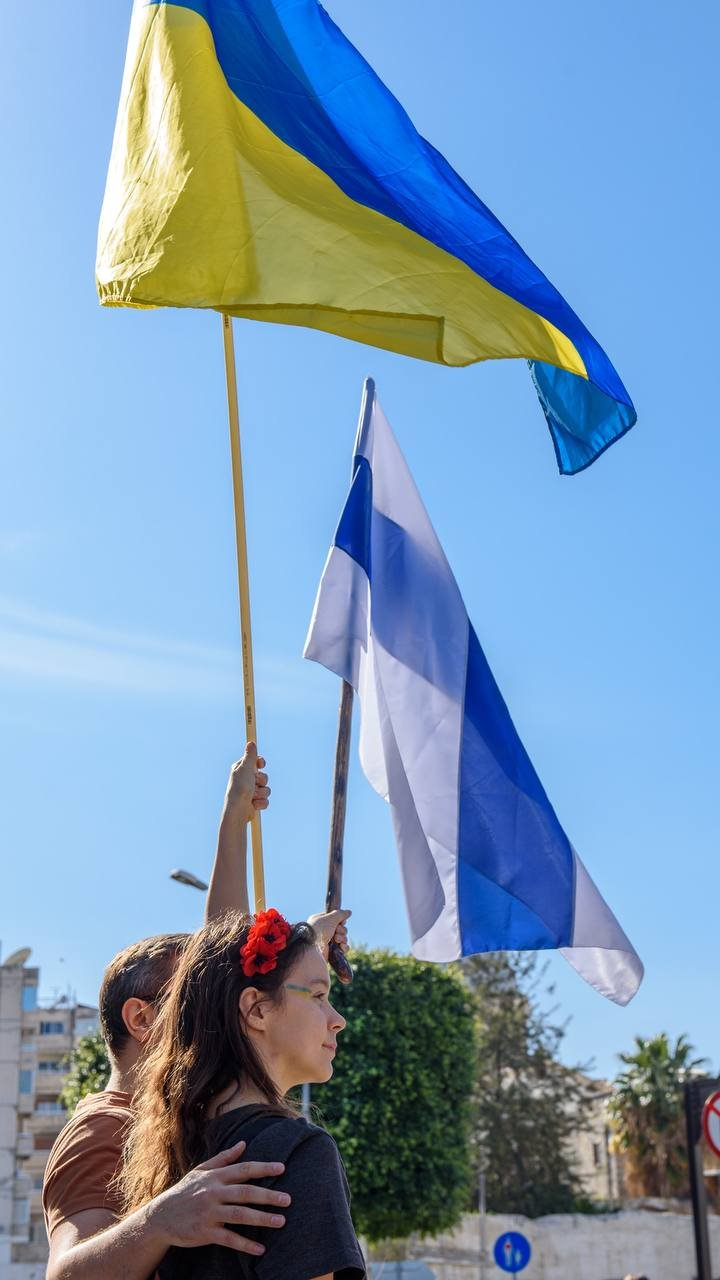
Bandera antibelicista de Rusia y bandera estatal de Ucrania

El uso de la bandera comenzó poco después del inicio de la invasión, y la bandera empezó a cosechar un gran atractivo entre los manifestantes que se oponían a la guerra. La bandera blanca-azul-blanca tiene un sitio web oficial, donde se describe como la "Bandera de la Maravillosa Rusia del Futuro" y "Un símbolo de libertad y paz"; el sitio web incluye información de fondo en varios idiomas. La bandera no se ha asociado a la representación exclusiva de una sola organización, y varias organizaciones antibelicistas han mostrado su apoyo a la misma como símbolo más amplio del sentimiento y la unidad antibelicistas.La similitud y analogía con la bandera blanca-roja-blanca que se ha utilizado ampliamente durante las protestas bielorrusas de 2020-2021 se menciona a menudo como una de sus ventajas, al igual que la similitud con la bandera de Veliky Novgorod, en la que el gobierno de la República de Novgorod tenía fama de desarrollar una gobernanza democrática.
La bandera blanquiazul se ha utilizado en protestas contra la guerra en Tiflis (Georgia), Berlín (Alemania), Sofía (Bulgaria), Berna (Suiza), Limassol (Chipre), Praga (República Checa), La Haya (Países Bajos), y Riga (Letonia). Además, algunos medios de comunicación han informado de que la bandera también ha sido utilizada por manifestantes en Ekaterimburgo (Rusia), aunque esta afirmación no ha sido respaldada por ninguna prueba.

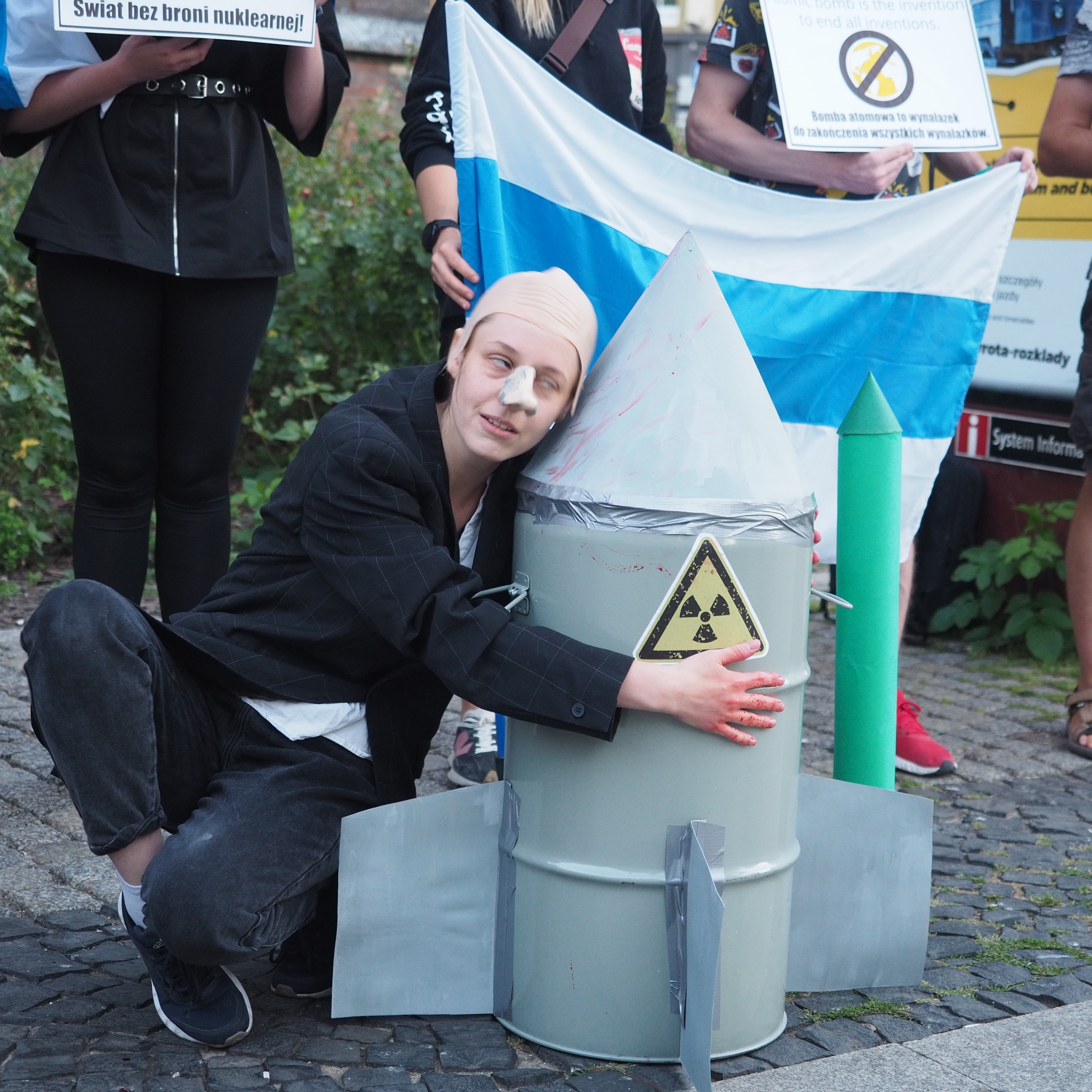
Rusos durante una protesta en Wrocław, Polonia, el 8 de agosto de 2022 contra la invasión en Ucrania. (En el fondo una bandera blanquiazul; en primer plano una caricatura simulada de Putin con un misil nuclear)

El 31 de marzo de 2022, el jefe de la comisión de la Duma sobre injerencias extranjeras, Vasili Piskarev, hizo un llamamiento a la Fiscalía General para que prohibiera la bandera rusa blanquiazul por considerarla extremista, ya que "este simbolismo se utiliza en las protestas contra la operación militar especial en Ucrania no sólo en Rusia, sino también en otros países".
Se ha visto a miembros de la Legión de la Libertad de Rusia (en ruso: Легион "Свобода России", romanizado: Legión "Svoboda Rossii"), compuesta por rusos que desertaron de las Fuerzas Armadas Rusas en Ucrania, llevando parches de la bandera en sus uniformes militares.
La bandera blanquiazul (así como otros símbolos de Rusia) fue prohibida durante el Desfile de la Igualdad en Varsovia, celebrado junto con el KyivPride. El KyivPride publicó una declaración sobre posibles provocaciones, calificando cualquier intención de "exhibir banderas rusas de cualquier color" como una provocación y un paso inaceptable destinado a hacer avanzar la agenda rusa.
El 21 de agosto de 2022, el manifiesto de un grupo partisano hasta entonces desconocido dentro de Rusia, el Ejército Nacional Republicano (ANR) (ruso: Национальная республиканская армия (НРА)) respaldó la adopción de la bandera blanquiazul. El manifiesto fue publicado tras el asesinato con coche bomba de Darya Dugina y leído en voz alta por el político ruso exiliado Ilya Ponomarev en su canal de vídeo "February Morning" (ruso: Утра Февраля) y publicado a través de su servicio de noticias afiliado basado en Telegram "Rospartisan" (ruso: Роспартизан). El motivo de la bandera blanca-azul-blanca es empleado por February Morning en antena y en sus perfiles de las redes sociales.

## Oposición de las autoridades
El 6 de marzo de 2022, Anna Dubkova, residente de Moscú, fue detenida por un oficial de policía como parte del plan de interceptación debido a la bandera blanca, azul y blanca colocada en su automóvil. El protocolo dice que la bandera es un símbolo "... de protestas contra la guerra, comunes entre las fuerzas de oposición". Anna Dubkova fue sentenciada por el tribunal a arresto por un período de 15 días en virtud del artículo 19.3 del Código de Infracciones Administrativas.

## En la cultura popular
El 16 de septiembre de 2022, el rapero Oxxxymiron publicó un vídeo antibelicista para la canción "Oyda", que hace referencia a la bandera blanca-azul-blanca: "Nuestra bandera tiene nieve blanca y un río azul (¡y eso es todo!)".

## Galería

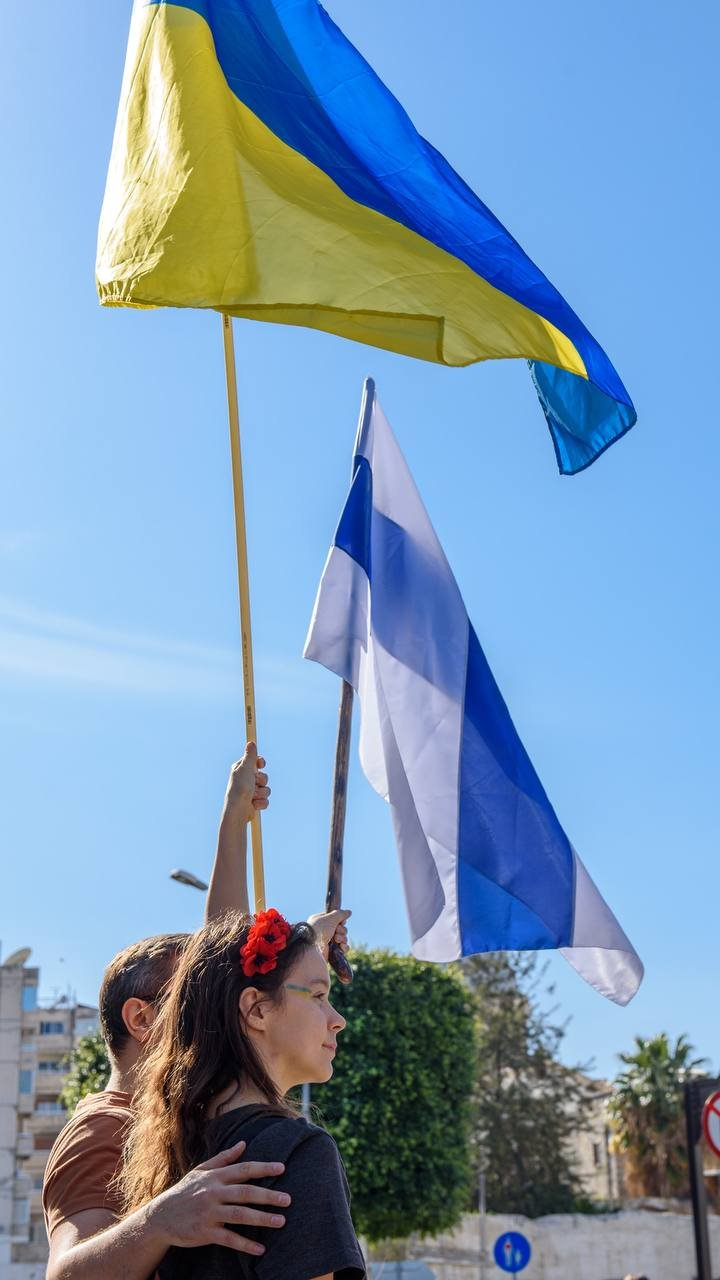
La bandera estatal de Ucrania y la bandera rusa de protesta
La bandera actual de Rusia, con la franja roja y el azul más oscuro.
La antigua bandera estatal de Bielorrusia fue adoptada por los partidos de la oposición y se utilizó en las protestas bielorrusas de 2020-2021.
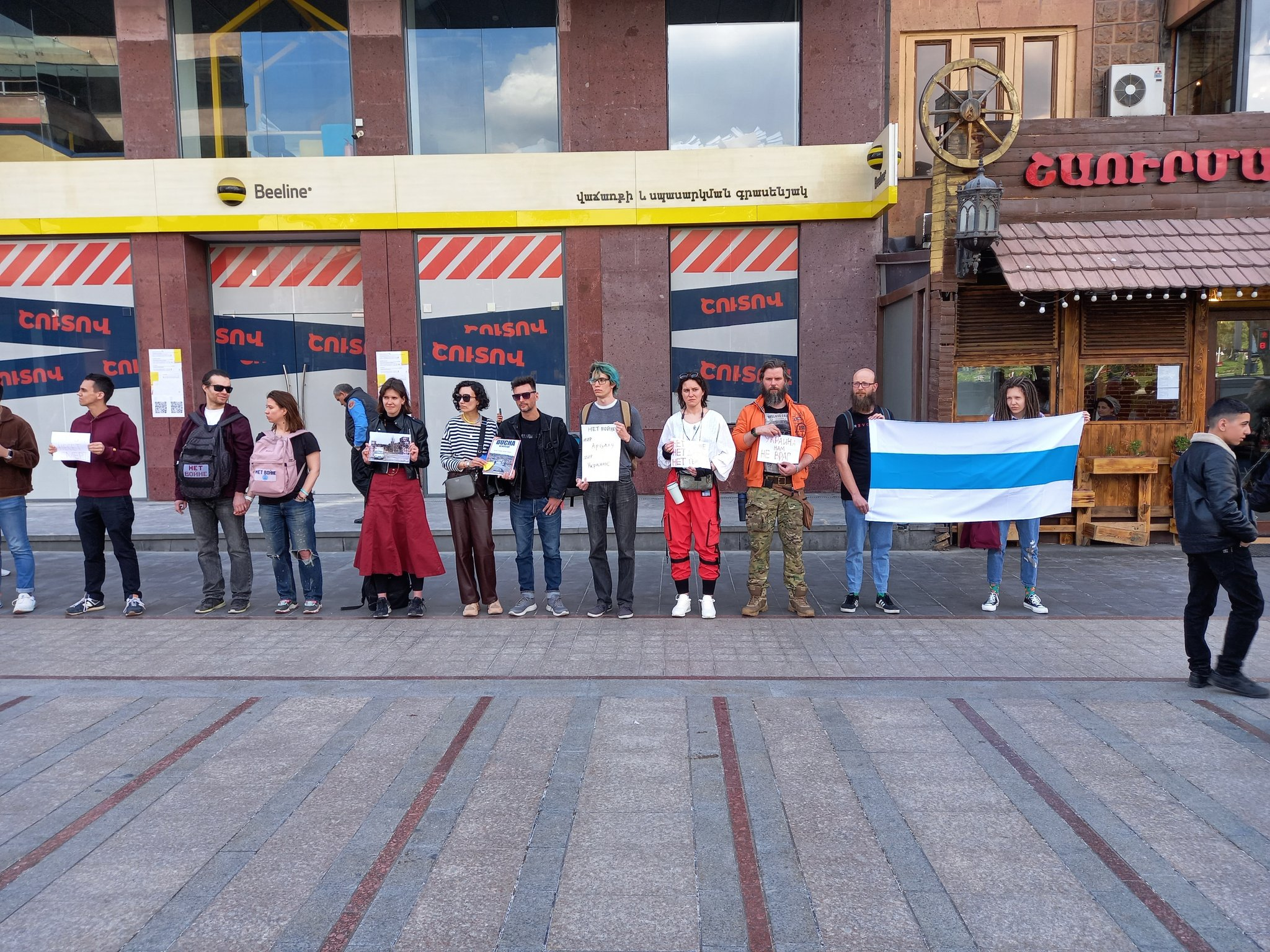
Protestas de rusos en Ereván contra la guerra en Ucrania el 17 de abril de 2022
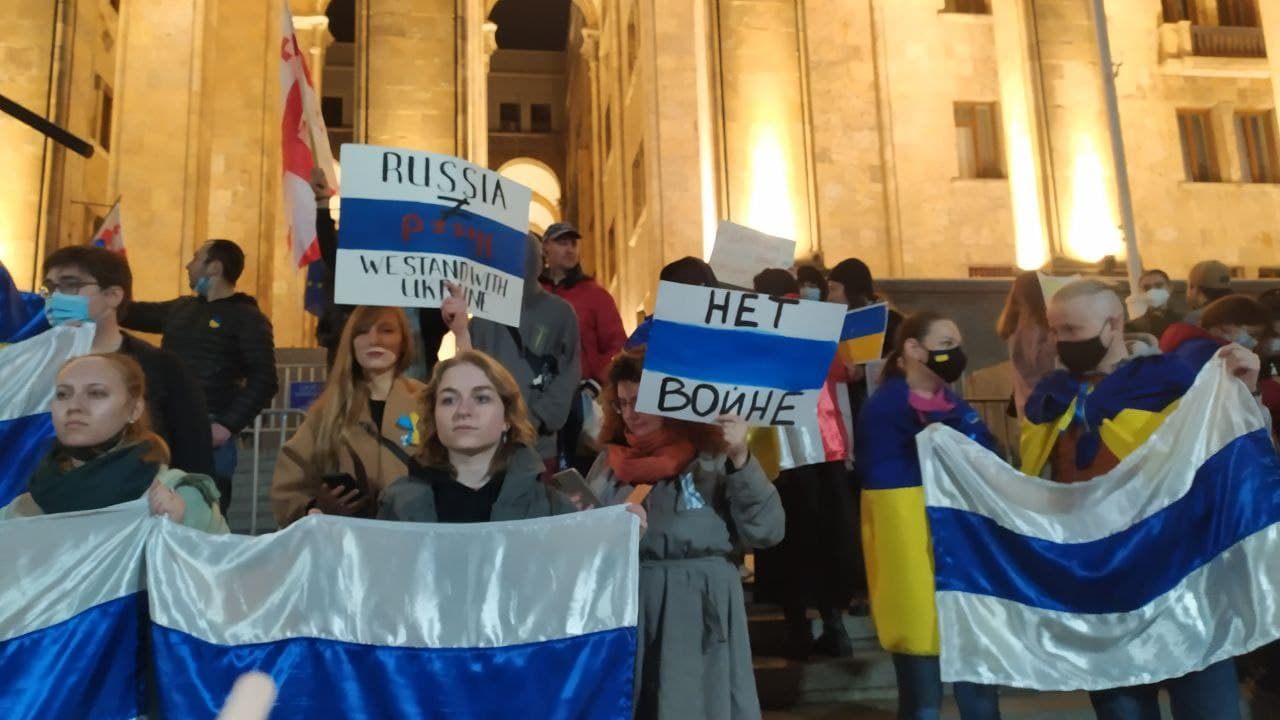
Bandera blanquiazul en Tiflis, Georgia, el 2 de marzo de 2022
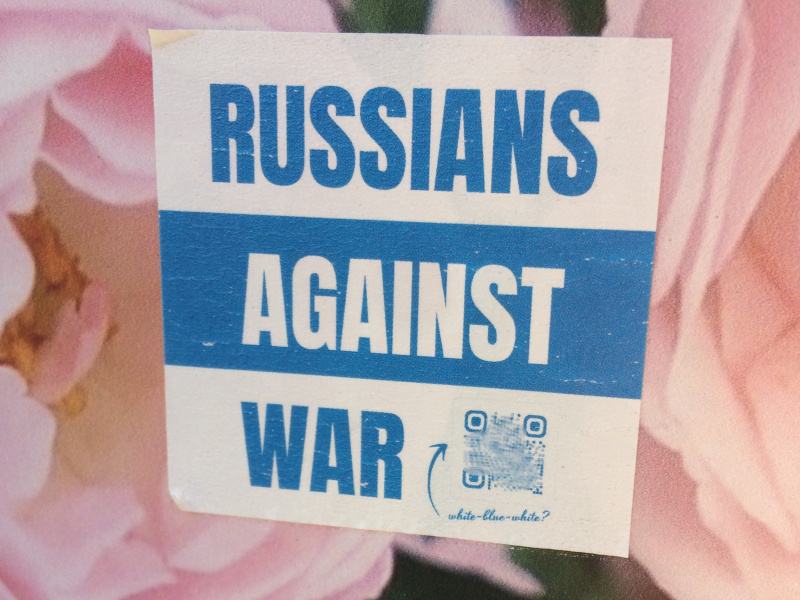
Pegatina de protesta contra la guerra en Alemania, agosto de 2022
Bandera de la Legión Libertad de Rusia